# Гоацин
Гоацин (Opisthocomus hoazin) — вид тропічних птахів, що мешкає в болотах, прибережних лісах і мангрових заростях басейнів Амазонки та Ориноко в Південній Америці. Це єдиний сучасний вид роду гоацин (Opisthocomus), що є єдиним сучасним родом родини гоацинові (Opisthocomidae) підряду гоациноподібні (Opisthocomiformes). Попри те, що він є предметом інтенсивних дискусій серед фахівців, таксономічне положення цієї родини досі далеке від остаточного.

## Опис
Це птах розміром близько 65 см завдовжки, з довгою шиєю і невеликою головою. Тіло коричневе, зі світлішими нижніми частинами тіла, блакитним обличчям і цегляно-червоними очима, на голові характерний чуб. Пташенята цього птаха виділяються наявністю кігтів на крилах, що дозволяють їм лазити по деревах. Гоацин — травоїдний птах, харчується листям та плодами. Його травна система також незвичайна, із великим волом, що працює як другий шлунок жуйних тварин. Через це від гоацина поширюється різкий неприємний запах.

## Викопний літопис
У 2015 році генетичне дослідження показало, що гоацин є останнім вцілілим представником лінії птахів, яка відгалузилася від інших 64 мільйони років тому, невдовзі після вимирання непташиних динозаврів. Інше генетичне дослідження, проведене у 2024 році, натомість припустило пізньокрейдяне походження (що група відокремилась ~70 мільйонів років тому), але виявило, що ця рання дивергенція є спільною з більшістю інших сучасних рядів птахів, а отже, не є більш примітивною, ніж у них.
Дослідження 2014 року розповіло про знаходження залишків виду в Африці, датовані 15 мільйонів років тому.
Вважається, що гоацини, вимерли в Європі раніше, ніж в Африці, де останні скам'янілості були датовані міоценовим віком і, таким чином, лише приблизно вдвічі молодше.